# Eugène Guillaume
Jean-Baptiste Claude Eugène Guillaume, llamado Eugène Guillaume,  (Montbard, 4 de julio de 1822 – Roma, 1 de marzo de 1905), fue un escultor, profesor y crítico de arte francés. 

## Biografía
Discípulo del escultor James Pradier, ganó el Premio de Roma de escultura en 1845 con una estatua que tenía como tema a Teseo, que se encontraba representado sobre una roca con la espada de su padre.
Eugène Guillaume fue sucesivamente jefe de taller y después, desde 1864 hasta 1878, director de la École nationale supérieure des beaux-arts de París. Dirigió la Academia Francesa en Roma desde 1891 hasta 1904 y fue profesor en el Collège de France en 1882. El 26 de mayo de 1898, fue elegido miembro de la Academia francesa sustituyendo al duque de Aumâle. 

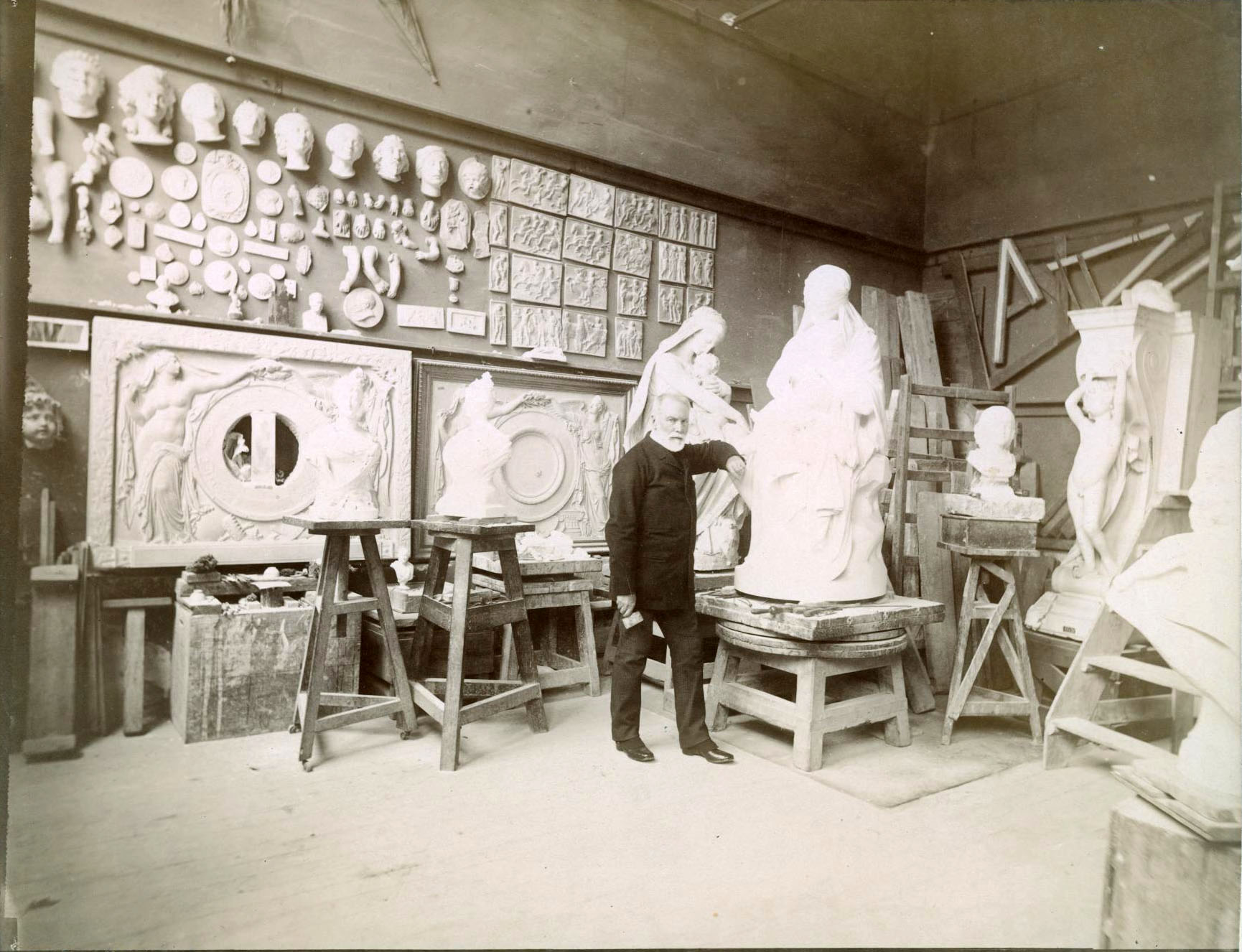
Eugène Guillaume en su estudio, circa 1885–90.

## Obras
- El segador (1849), estatua, bronce, París, Museo de Orsay.
- Anacreonte (1849 - 1851), estatua, mármol, París, Museo de Orsay .
- Cenotafio de los Gracos, grupo, bronce, París, Museo de Orsay.
- Emperador Napoleón I como emperador romano, estatua, cera, París, Museo de Orsay.
- Retrato de Jules Ferry, el político (1832 - 1893) (1887), busto, yeso, París, Musée d'Orsay
- Retrato de Jules Grevy, presidente de la República (1807 - 1891) (1896), busto, yeso, París, Museo de Orsay.
- La música instrumental, grupo de piedra, París, la Ópera Garnier, fachada principal.
- La Fuerza (1860), estatua, piedra, París, fuente de Saint-Michel: una de las cuatro virtudes cardinales.
- Monumento a Ingres (1871), París, École nationale supérieure des beaux-arts.
- Retrato de Félix Duban (1884), busto, bronce, París, École nationale supérieure des Beaux-Arts  entrada al anfiteatro de honor.
- Retrato de Ludwig van Beethoven, busto, mármol, Copenhague, Ny Carlsberg Glyptotek
- Fuente de poesía (1873), estatua, yeso París
- Retrato de Paul Bert, político (1833 – 1886), (1887), busto de yeso, Versalles, Palacio de Versalles.
- Monumento a Adolphe Thiers, presidente de la República (1797 – 1877), (1903), monumento, Versalles, Palacio de Versalles:Thiers está representado en pie en la tribuna, a sus pies se encuentran tres obras representativas de la historia de Revolución, el Consulado y el Imperio, el pedestal está flanqueado  por los genios de la Historia y la Elocuencia.
- Monumento de Michael Eugene Chevreul, químico francés (1786 – 1889), (1893), bronce,  fundido por los estudiantes de la Escuela Nacional de Artes y Oficios de Angers en 1893, Chevreul se representa sentado. Angers, entrada al Jardín de las Plantas.
- Estatua de San Luis realizada en 1878 para la Galerie Saint-Louis de la Cour, Palacio de Justicia de París.
- Decoración de la fachada principal del Palacio de justicia de Marsella.

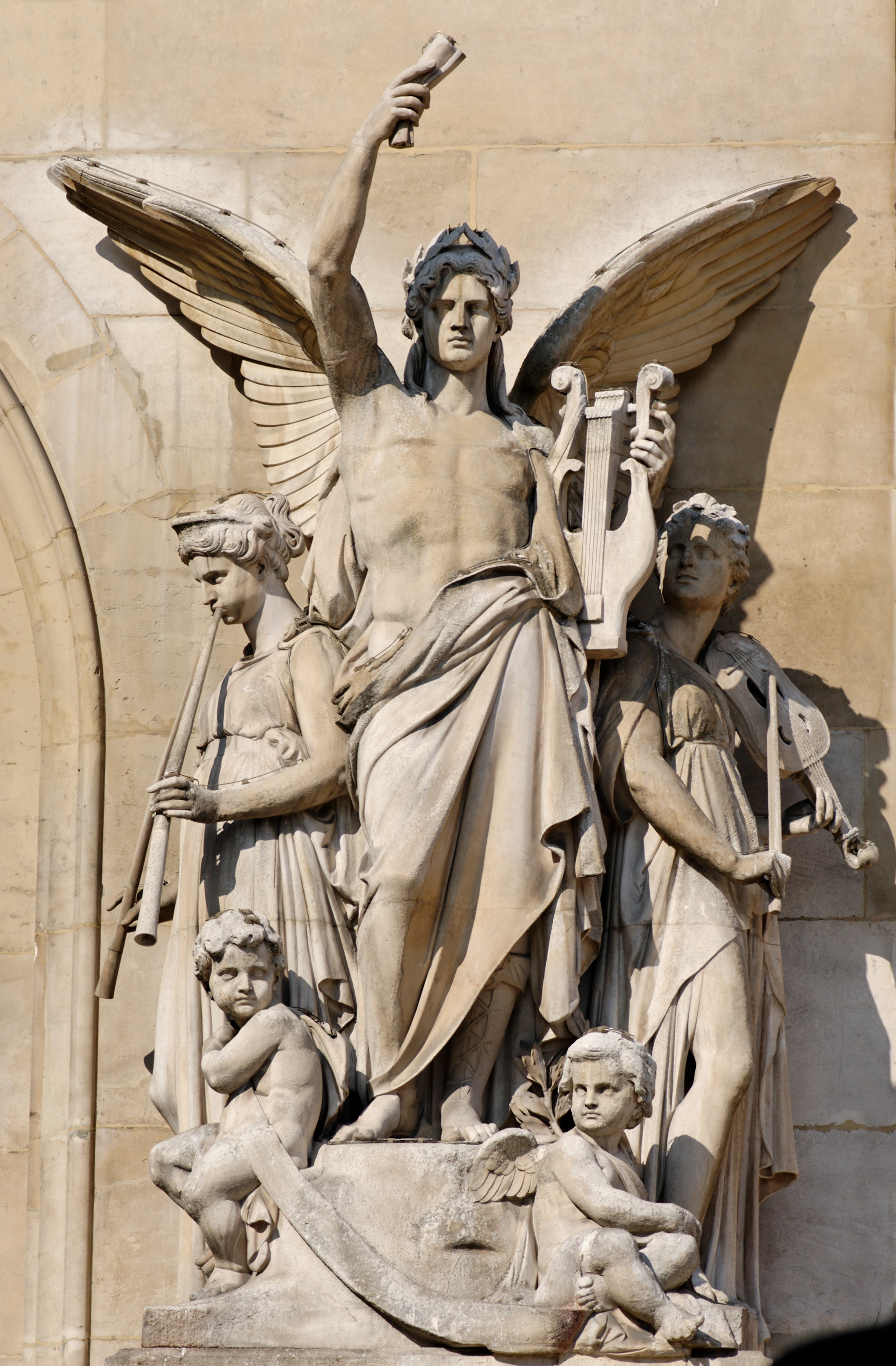
La Musique instrumentale, fachada de la Ópera Garnier.
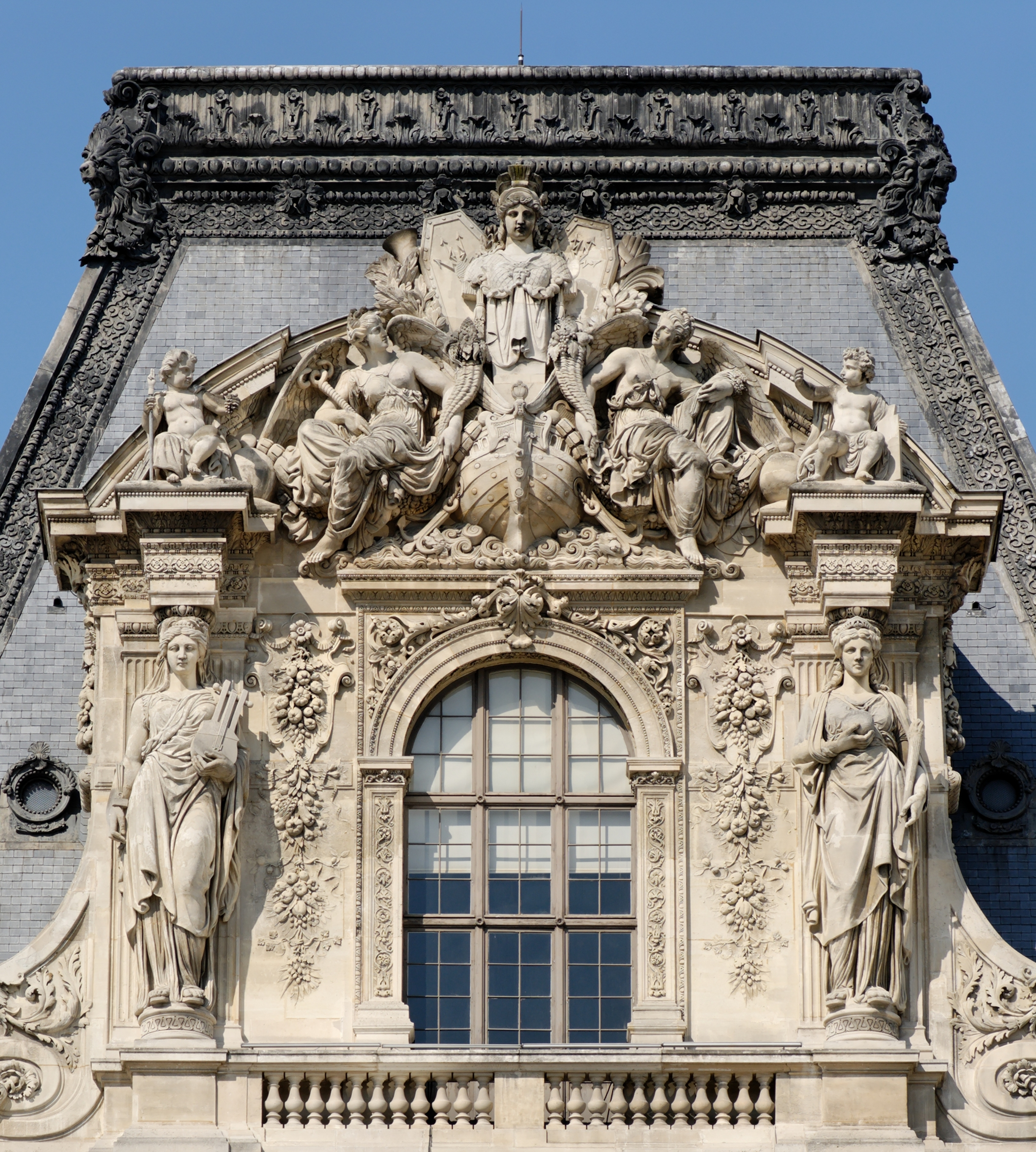
Fronton y cariátides de la fachada sur delpabellón Turgot, Palacio del Louvre.
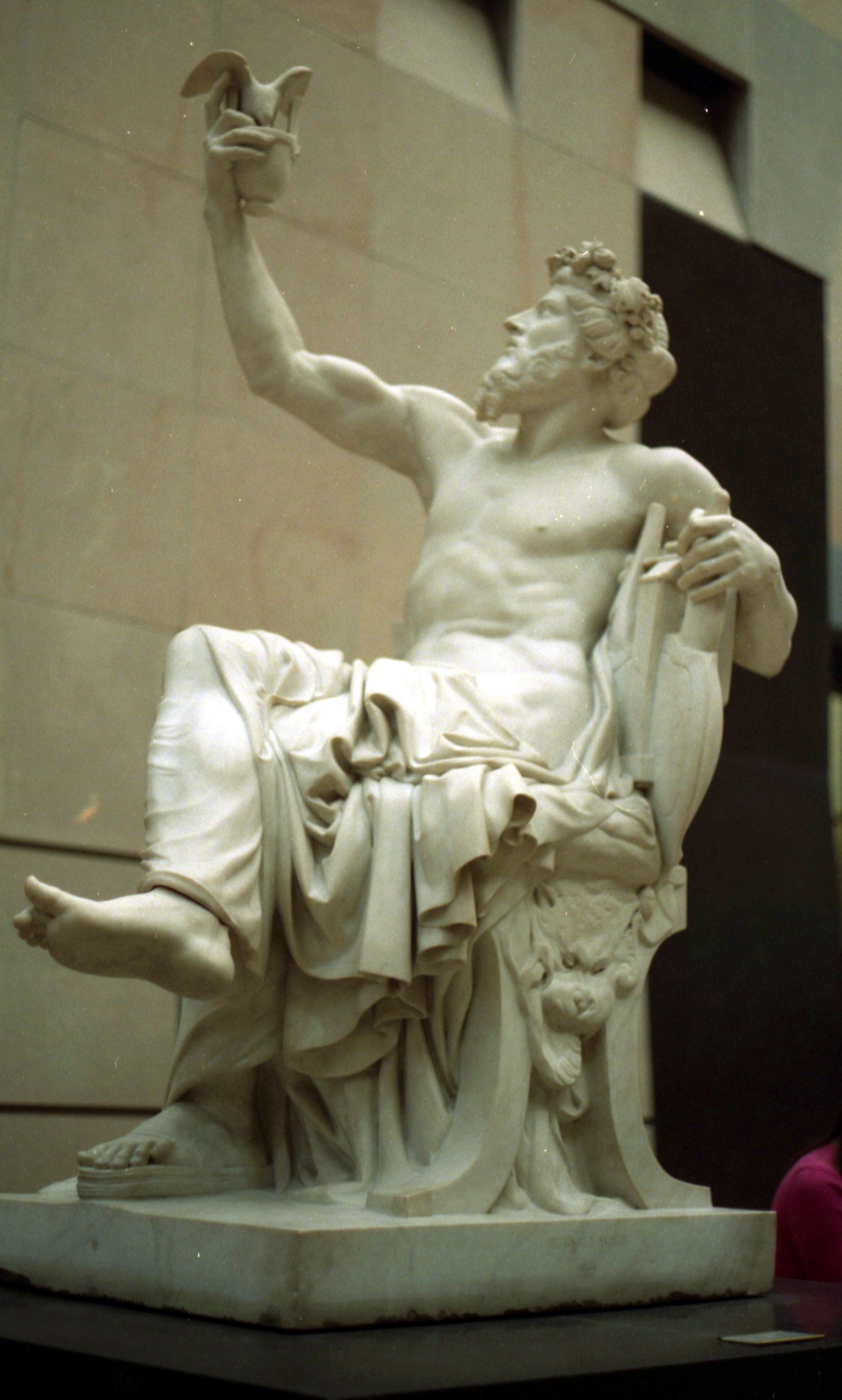
Anacreonte, 1849/51, museo de Orsay.
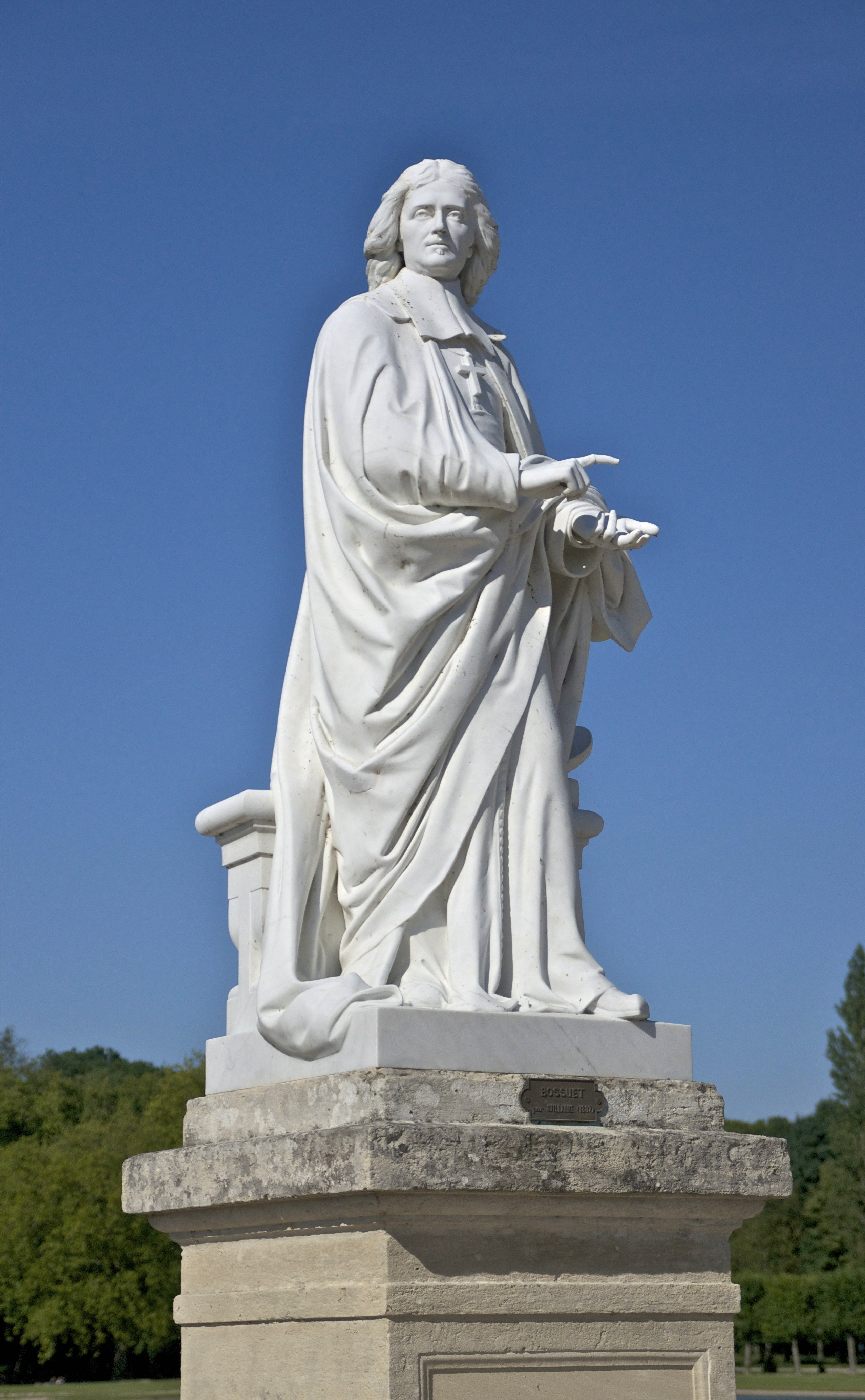
Estatua de Jacobo Benigno Bossuet en el Château de Chantilly.